# Gnophos ardekana
Gnophos ardekana är en fjärilsart som beskrevs av Brandt 1938. Gnophos ardekana ingår i släktet Gnophos och familjen mätare. Inga underarter finns listade i Catalogue of Life.